# Julija Kalina
Julija Anatoliïvna Kalina (in ucraino Юлія Анатоліївна Каліна-Шимечко?; Mariupol', 24 ottobre 1988) è una sollevatrice ucraina, vincitrice della medaglia di bronzo a Londra 2012 nella categoria fino a 59 kg.
Il 13 luglio 2016, il CIO ha annunciato la sua squalifica di due anni fino al 10 luglio 2018, dopo che i suoi campioni delle Olimpiadi del 2012 sono stati rianalizzati e sono risultati positivi al dehydrochlormethyltestosterone, uno steroide anabolizzante. Di conseguenza Kalina è stata privata della medaglia di bronzo e i suoi risultati annullati.
Il 1º maggio 2017 si è sposata con il sollevatore ucraino Ihor Šymečko.

## Palmarès
- Mondiali

2009 - Goyang: argento nella categoria fino a 58 kg.
- Europei

2009 - Bucarest: argento nella categoria fino a 58 kg.
2014 - Tel Aviv: bronzo nella categoria fino a 63 kg.
2015 - Tbilisi: oro nella categoria fino a 63 kg.